# Yamaguchi Falcão Florentino
Yamaguchi Falcão Florentino (São Mateus, 24 gennaio 1988) è un pugile brasiliano, nella categoria dei pesi mediomassimi, vincitore della medaglia di bronzo alle olimpiadi di Londra 2012.

## Biografia
Yamaguchi Falcão Florentino è fratello di Esquiva Falcão Florentino, pugile della categoria dei pesi medi e welter, e figlio di Adegard Câmara Florentino, conosciuto come Touro Moreno, pugile negli anni sessanta.

## Carriera pugilistica
Yamaguchi Falcão Florentino ha partecipato ad una edizione dei giochi olimpici (Londra 2012), una dei mondiali (Milano 2009, Baku 2011), una dei giochi panamericani (Guadalajara 2011) e una dei giochi sudamericani (Medellín 2010).

### Principali incontri disputati
Statistiche aggiornate al 24 settembre 2012.
| Evento              | Edizione         | Categoria             | Trentaduesimi                   | Sedicesimi                        | Ottavi                               | Quarti                                          | Semifinale                       | Finale                              | Pos. | Note  |
| ------------------- | ---------------- | --------------------- | ------------------------------- | --------------------------------- | ------------------------------------ | ----------------------------------------------- | -------------------------------- | ----------------------------------- | ---- | ----- |
| Mondiali            | Milano 2009      | Medi (-75 kg)         | Israel Duffus ( Panama) V 18-2  | Ronald Gavril ( Romania) V 18-10  | Abbos Atoyev ( Uzbekistan) P 3-8     | Non qualificato                                 | Non qualificato                  | Non qualificato                     | 5º   | [ 1 ] |
| Giochi sudamericani | Medellín 2010    | Medi (-75 kg)         | N.D.                            | N.D.                              | N.D.                                 | Bye                                             | Alex Theran ( Colombia) P 10-16  | non qualificato                     |      | [ 2 ] |
| Mondiali            | Baku 2011        | Mediomassimi (-81 kg) | Amine Azzouzi ( Marocco) V 17-5 | Carlos Gongora ( Ecuador) V 25-18 | Elshod Rasulov ( Uzbekistan) P 12-17 | non qualificato                                 | non qualificato                  | non qualificato                     | 9º   | [ 3 ] |
| Giochi panamericani | Guadalajara 2011 | Mediomassimi (-81 kg) | N.D.                            | N.D.                              | N.D.                                 | Felix Varela Alvarez ( Rep. Dominicana) V RSC 1 | Armando Piña ( Messico) V 27-11  | Julio César la Cruz ( Cuba) P 12-22 |      | [ 4 ] |
| Olimpiadi           | Londra 2012      | Mediomassimi (-81 kg) | N.D.                            | Sumit Sangwan ( India) V 15-14    | Fanlong Meng ( Cina) V +17-17        | Julio César la Cruz ( Cuba) V 18-15             | Egor Mechoncev ( Russia) P 11-23 | non qualificato                     |      | [ 5 ] |